# Seinäjoen Jalkapallokerho
Seinäjoen Jalkapallokerho, ook SJK genoemd, is een Finse voetbalclub uit Seinäjoki. De club ontstond in 2007 als fusie tussen de eerste teams van TP-Seinäjoki en Sepsi-78. De traditionele kleur is zwart.

## Geschiedenis
Na de oprichting startte het standaardelftal van SJK in de Kakkonen, de derde klasse. Het duurde vier seizoenen voordat men promotie kon bewerkstelligen. In 2012 speelde SJK voor het eerst in de Ykkönen en een jaar later werd promotie bewerkstelligd naar de Veikkausliiga. Het belofteteam van SJK speelt onder de naam SJK Akatemia. 

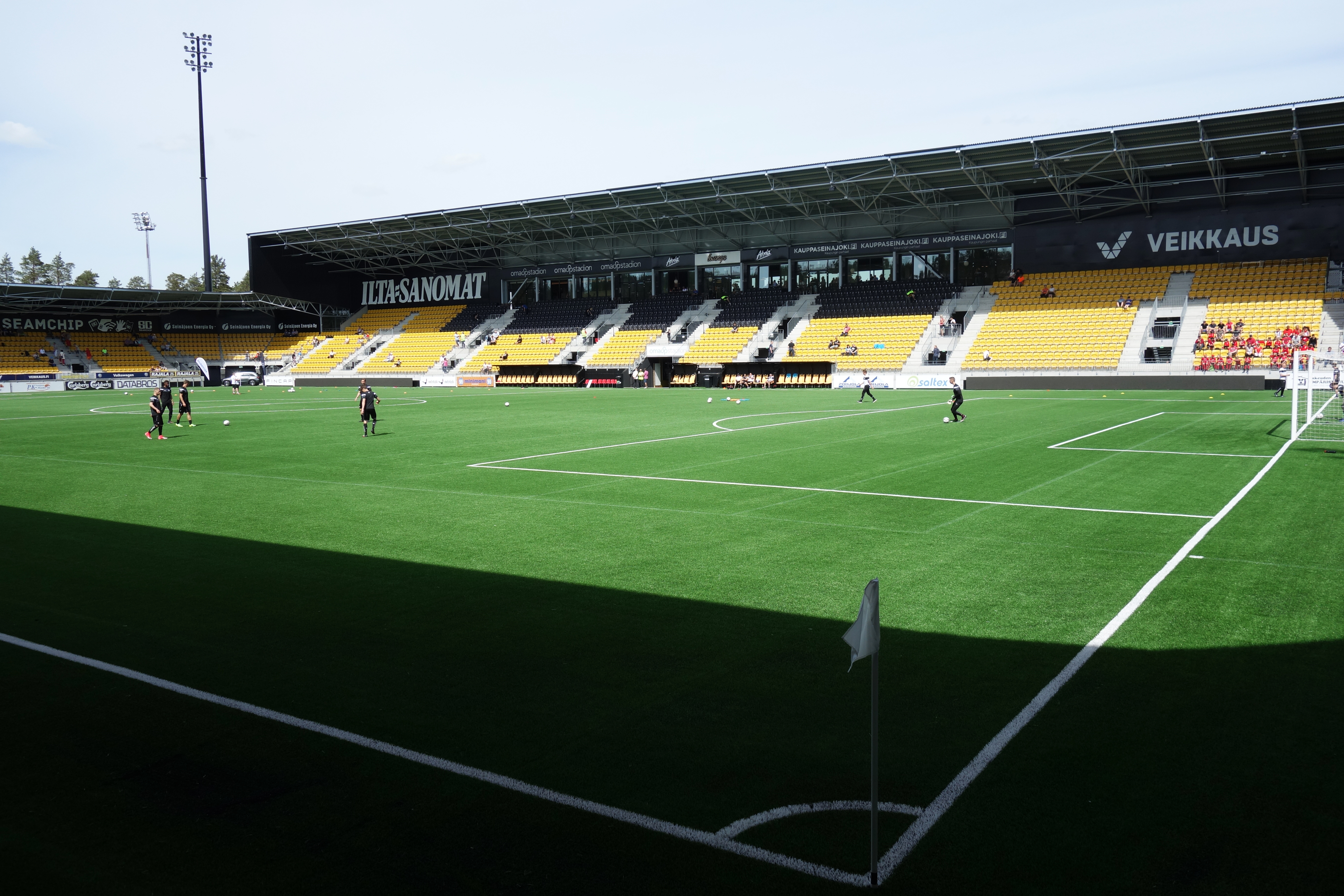
De in 2016 geopende arena van SJK.

In 2015 werd SJK voor het eerst in de geschiedenis landskampioen van Finland. Het won in een spannende slotspeeldag thuis met 2-0 van FF Jaro, dat daarmee degradeerde en eindigde daarmee één punt voor RoPS Rovaniemi en twee punten voor HJK Helsinki. Een jaar later won de club, opnieuw onder leiding van oud-international Simo Valakari, voor het eerst in de clubgeschiedenis de Finse beker. In dat seizoen konden de geel-zwarten echter geen beslag leggen op een nieuwe landstitel: op de slotspeeldag speelde het met 0-0 gelijk tegen naaste concurrent HJK Helsinki en daarmee ging het Ålandse IFK Mariehamn er voor het eerst met de Finse landstitel vandoor. In hetzelfde jaar kwam ook het nieuwe stadion van SJK gereed. Het OmaSP Stadion is een van de nieuwste en modernste stadions in Finland en biedt plaats aan 5.876 toeschouwers.
De seizoenen erna lukte SJK niet meer om mee te spelen voor de prijzen.

## Erelijst
- Fins landskampioen

2015
- Finse beker

2016
- Ykkönen

2013
- Kakkonen

2011 (Groep C)

## Eindklasseringen
| Seizoen | № | Clubs | Divisie       | Duels | Winst | Gelijk | Verlies | Doelsaldo | Punten | Tsch  |
| ------- | - | ----- | ------------- | ----- | ----- | ------ | ------- | --------- | ------ | ----- |
| 2012    | 2 | 10    | Ykkönen       | 27    | 14    | 5      | 8       | 42–29     | 47     | 1.124 |
| 2013    | 1 | 10    | Ykkönen       | 27    | 18    | 5      | 4       | 51–17     | 59     | 1.998 |
| 2014    | 2 | 12    | Veikkausliiga | 33    | 16    | 11     | 6       | 40–26     | 59     | 2.287 |
| 2015    |   | 12    | Veikkausliiga | 33    | 18    | 6      | 9       | 50–22     | 60     | 2.689 |
| 2016    | 3 | 12    | Veikkausliiga | 33    | 17    | 6      | 10      | 49–36     | 57     | 3.103 |
| 2017    | 6 | 12    | Veikkausliiga | 33    | 13    | 8      | 12      | 42–47     | 47     | 2.990 |
| 2018    | 9 | 12    | Veikkausliiga | 33    | 8     | 8      | 17      | 28–37     | 32     | 2.534 |
| 2019    | 9 | 12    | Veikkausliiga | 27    | 7     | 9      | 11      | 18–29     | 30     | 3.063 |
| 2020    | 7 | 12    | Veikkausliiga | 22    | 8     | 5      | 9       | 27–29     | 29     | 2.172 |
| 2021    | 3 | 12    | Veikkausliiga | 27    | 14    | 6      | 7       | 45–34     | 48     | 2.015 |
| 2022    |   | 12    | Veikkausliiga |       |       |        |         | –         |        |       |

## In Europa
#Q = #kwalificatieronde, T/U = Thuis/Uit, W = Wedstrijd, PUC = punten UEFA coëfficiënten .
Uitslagen vanuit gezichtspunt SJK
| Seizoen                                                    | Competitie        | Ronde | Land                 | Club             | Totaalscore | 1e W    | 2e W       | PUC |
| ---------------------------------------------------------- | ----------------- | ----- | -------------------- | ---------------- | ----------- | ------- | ---------- | --- |
| 2015/16                                                    | Europa League     | 1Q    | Vlag van IJsland     | FH Hafnarfjörður | 0-2         | 0-1 (T) | 0-1 (U)    | 0.0 |
| 2016/17                                                    | Europa League     | 1Q    | Vlag van Wit-Rusland | FK BATE Borisov  | 2-4         | 0–2 (U) | 2-2 (T)    | 0.5 |
| 2017/18                                                    | Europa League     | 1Q    | Vlag van IJsland     | KR Reykjavík     | 0-2         | 0-0 (U) | 0-2 (T)    | 0.5 |
| 2022/23                                                    | Conference League | 1Q    | Vlag van Estland     | FC Flora Tallinn | 4-3         | 0-1 (U) | 4-2 nv (T) | 1.0 |
|                                                            |                   | 2Q    | Vlag van Noorwegen   | Lillestrøm SK    | 2–6         | 0-1 (T) | 2-5 (U)    | 1.0 |
| 2025/26                                                    | Conference League | 1Q    | Vlag van Faeröer     | KÍ Klaksvík      | 1-4         | 1-2 (T) | 0-2 (U)    | 0.0 |
| Totaal aantal behaalde punten voor UEFA coëfficiënten: 2.0 |                   |       |                      |                  |             |         |            |     |

## Bekende (oud-)spelers
De navolgende voetballers kwamen als speler van Seinäjoen Jalkapallokerho uit voor een vertegenwoordigend Europees A-elftal. Tot op heden is Gert Kams degene met de meeste interlands achter zijn naam. Hij kwam als speler van SJK in totaal elf keer uit voor het Estische nationale elftal.
| Naam          | Van        | Tot        | Totaal | Nationaal elftal |
| ------------- | ---------- | ---------- | ------ | ---------------- |
| Mihkel Aksalu | 19.11.2013 | 15.11.2014 | 4      | Estland          |
| Gert Kams     | 06.02.2013 | 08.09.2014 | 11     | Estland          |